# Calone
La calone est une molécule artificielle créée par Pfizer en 1966, et commercialisée sous le nom de "Calone 1951".

## Structure et propriétés physiques
La calone est une molécule bicyclique. Le premier cycle est un toluène ayant un côté commun avec le second cycle, un hétérocycle à 7 atomes comprenant 2 atomes d'oxygène et une fonction cétone.
La formule chimique de la calone est C10H10O3 et son poids moléculaire est 178,19 g/mol.
La calone est une poudre blanche à l'odeur marine et d'ozone très marquée. Elle est insoluble dans l'eau et soluble dans l'éthanol.

## Utilisation
La calone est un composé odorant très particulier qui rentre dans la composition de parfums modernes "frais" qui ont été créés lors de la tendance des parfums iodés au début des années 1990.

### Quelques parfums contenant de la calone
- Escape (Calvin Klein 1991)
- L'Eau d'Issey (Issey Miyake 1992)
- L'Eau d'Issey pour homme (Issey Miyake 1994)
- Polo Sport Woman (Ralph Lauren 1996)
- Aquawoman (Rochas 2002)
- New West For Her (Aramis 1990)
- Jil Sander Sun Men (Jil Sander 2004)
- Les Grandes Amours du Taj Mahal (Roméa d'Améor 2007)
- Rem eau de parfum (Réminiscence 1996)